# 天壇座μd
天壇座μd（Mu Arae d，或稱為HD 160691 d），是環繞天壇座μ的一個太陽系外行星。

## 概述
該行星的質量大約是木星的一半，軌道平均半徑是0.921 AU，軌道週期310.55日。天壇座μd可能距離母恆星夠近，可接收足夠的紫外線輻射，相當於地球接收到太陽的紫外線輻射量，但它過於靠近其母恆星而無法使液態水存在。此外，基於其質量，該行星可能是沒有固體表面的氣體巨行星。